# Gephi

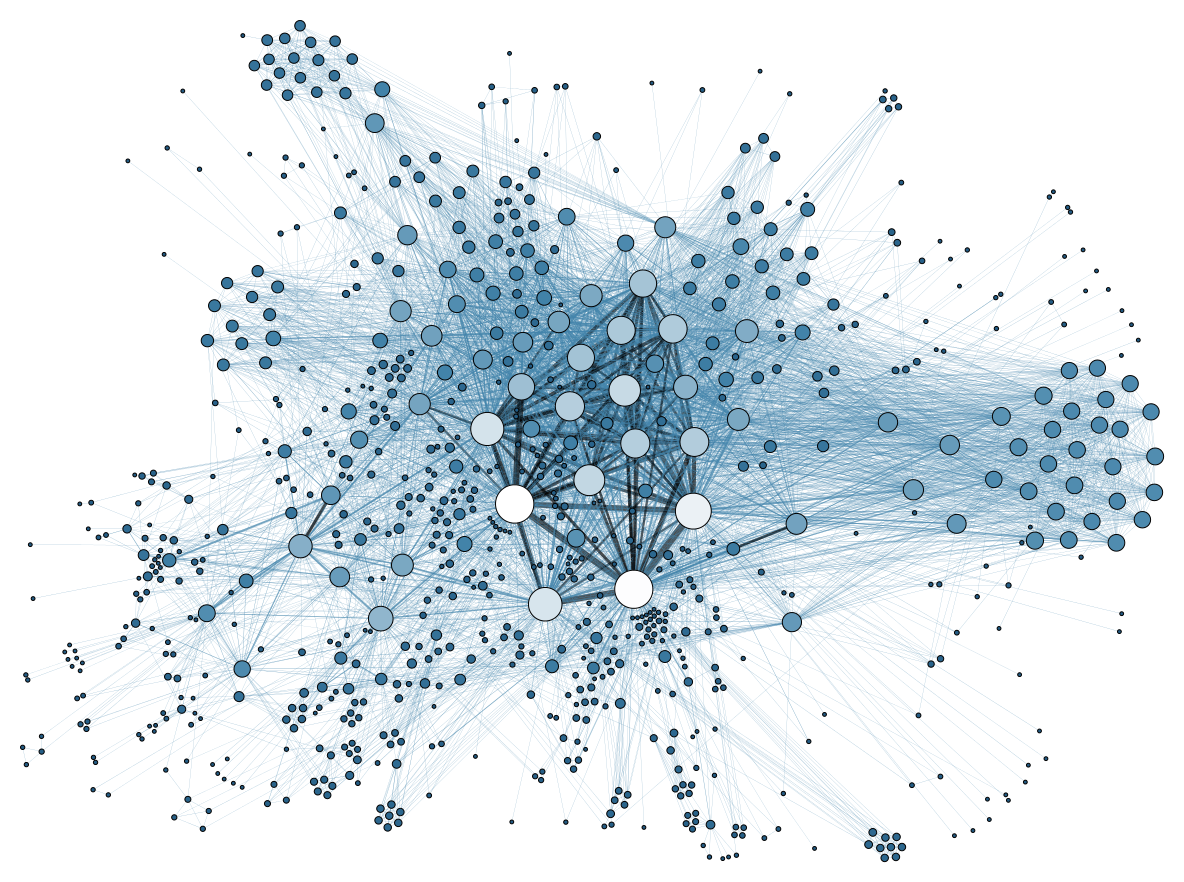
Ejemplo de visualización de una red en Gephi.

Gephi Es software open-source de análisis de redes y visualización escrito en Java en la plataforma NetBeans.

## Historia
Inicialmente desarrollado por estudiantes de la University of Technology of Compiègne (UTC) en Francia, Gephi ha sido seleccionado para el Google Summer of Code en 2009, 2010, 2011, 2012, y 2013.
Su última versión, 0.9.0 ha sido lanzada en diciembre del 2015, con una actualización en febrero del 2016 (0.9.1) y septiembre de 2017 (0.9.2). Las versiones anteriores son 0.6.0 (2008), 0.7.0 (2010), 0.8.0 (2011), 0.8.1 (2012) y 0.8.2 (2013).
El Consorcio de Gephi, creado en 2010, es una empresa francesa sin ánimo de lucro que respalda el desarrollo de futuros lanzamientos de Gephi. Los miembros del mismo incluyen a SciencesPo, Linkfluence, WebAtlas, y Quid. Gephi es también respaldado por una gran comunidad de usuarios, estructurados en un grupo de discusión y un foro y produciendo numerosos posteos en blogs, artículos y tutoriales.

## Aplicaciones
Gephi ha sido utilizado en proyectos de académicos de investigación, periodismo y en otros lugares, por ejemplo para visualizar la conectividad global del contenido del New York Times y para examinar el tráfico de red del Twitter durante tiempos de malestar social, junto con temas de análisis de redes más tradicionales. Gephi es ampliamente utilizado dentro del campo de las humanidades digitales, una comunidad donde muchos de sus desarrolladores están involucrados.
Gephi inspiró el Linkedin InMaps y fue utilizado para las visualizaciones de redes de Truthy.
Gephi puede también importar datos a redes sociales, también Facebook o Twitter, y generar grafos y clústeres.